# Hermione (ville)
Pour les articles homonymes, voir Hermione.
Hermione (en grec ancien : Ἑρμιόνη) est le nom d'une ville antique située dans le Péloponnèse, en Grèce.
Elle est notamment citée par Homère dans le Catalogue des vaisseaux parmi les villes d’Argolide qui envoyèrent des hommes (sous le commandement de Diomède) pour prendre Troie.
Pausanias, dans sa Description de la Grèce, indique que le fondateur de la ville fut Hermion, le fils d’Europos, et précise que le culte d’Aphrodite était particulièrement répandu dans la ville.
La cité n'eut jamais un poids important dans l'histoire de la Grèce antique. Elle était à l'origine gouvernée par un roi. Avec le temps, la royauté s'effaça au profit d'un régime oligarchique.
Elle a donné son nom (souvent transcrit Ermioni) à un village moderne (appelé Kastri jusqu'au début du XIXe siècle), appartenant depuis 2010 au dème d'Hermionide.